# Barrio Parque (Rosario)
Barrio Parque es un barrio tradicional urbano residencial ubicado en el Distrito Centro de la ciudad de Rosario (Argentina) que debe su nombre debido a que se en el se encuentra  el Parque de la Independencia.

## Historia
El nacimiento de este singular vecindario se remonta a los años 20’, cuando se llevó a cabo un programa de construcción edilicia llamado "La Vivienda del Trabajador". El proyecto se desarrolló con un patrón uniforme de edificación concretado por la constructora "Rossi e Hijos".-
Al día de hoy, varias cuadras conservan el estilo de la época, junto con un espeso arbolado público que le otorgan a la zona una fisonomía propia y diferenciada de otros barrios de la ciudad.
Durante el período 1920-30, el Banco Edificador de Rosario aportó créditos para la construcción de cientos de viviendas similares en la ciudad y la constitución de un nuevo modelo de hábitat urbano. Entre ellos se encontraba el conjunto Barrio Parque, cuyas casas reflejan una transformación de la vivienda con un patio delantero (o receso) como elemento estructurador. Proyectaron estas viviendas, como muchas otras en la época, los destacados arquitectos Hilarión Hernández Larguía y Juan Manuel Newton.

## Estructura Urbana
Está compuesto por una superficie de 5.21 km2 del cual solo el 6% es habitado, el 83% está ocupado por el parque y el 11% por el Cementerio El Salvador. Al igual que sus vecinos Abasto y Cinco Esquinas sus extremos Norte están delimitados por la Avenida Pellegrini y sur por el Boulevard 27 de Febrero, hacia el oeste la Avenida Francia y el este calle Moreno del otro lado del parque. Su parte residencial son 24 manzanas (15 en escuadra, y 9 semidiagonales cortadas por la Avenida Presidente Perón) y una plazoleta. El estadio, Estadio Marcelo Bielsa, Club Atlético Newell's Old Boys, se encuentra dentro del Parque Independencia.

## Área protegida
Por medio de varias ordenanzas, el municipio de Rosario ha declarado el sector histórico del barrio como "área de protección", una regulación legal que favorece la conservación de los paisajes distintivos de la ciudad.